# ミシェル・ド・ブルボン＝パルム
ミシェル・ド・ブルボン＝パルム（Michel de Bourbon-Parme, 1926年3月4日 - 2018年7月7日）は、フランスのレーシングドライバー、実業家。イタリアの旧諸侯パルマ公爵家の子孫。

## 人物
最後のパルマ公ロベルト1世の九男ルネと、その妻のデンマーク王女マルグレーテの間の第3子、次男として生まれた。全名はミシェル・マリー・グザヴィエ・ワルドマル・ジョール・ロベール・カール・エマール（Michel Marie Xavier Waldemar Georg Robert Karl Eymar de Bourbon-Parme）である。父がLPガス製造事業を営んでいたパリで生まれ育つが、一家は1940年にドイツのフランス侵攻を逃れてニューヨークに亡命し、経済的に苦しい生活を強いられた。ミシェルはモントリオールのイエズス会神学校で教育を受けた。
17歳の時、父の許しを得てアメリカ合衆国陸軍に入隊し、陸軍少尉に任官。ジェドバラ作戦に参加してナチ占領下のフランスに潜入し、破壊工作に従事した。1944年のフランス解放後、ベトミンの独立蜂起軍と戦うべく仏領インドシナへのフランス軍派遣部隊に所属した。1945年8月28日に戦地へのパラシュート降下を行うが、同日中にベトミン軍の捕虜となり、11か月間の過酷な捕虜生活を送った。フランス兵捕虜の大半が処刑された中、フランス軍に返還された数少ない捕虜の1人となった。
帰国後はレーシングドライバーに転身し、1964年および1966年のル・マン24時間レースに参加した（いずれも途中棄権）。1964年のツール・ド・フランス・オートモービルでは2位となった。1967年にモナコグランプリに参加した際にはロレンツォ・バンディーニのクラッシュ事故に間近で遭遇、1人のコースマーシャルとともにバンディーニを炎上するマシンの中から救出したが、バンディーニは大火傷のため死亡した。
ゾディアックボートの製造会社に勤務した後、イラン皇帝モハンマド・レザーとフランス企業の間のビジネス契約の交渉役となった。ヌイイ＝シュル＝セーヌとフロリダのパームビーチの2つの自宅を行き来する生活を送っていた。オーストリア皇后ツィタの甥、ルーマニア王ミハイ1世の義弟、イタリア王ウンベルト2世の女婿、イゴール・ボグダノフの義父であり、旧王族・貴族・保守派の社交界では重要な立場にあった。
2018年7月7日、パリ近郊ヌイイ＝シュル＝セーヌにて死去。92歳没。

## 子女
1951年5月23日にブロイ＝ルヴェル公女ヨランド（1928年 - 2014年）と最初の結婚をした。夫妻は間に5人の子女をもうけた後、1966年に別居、1999年に離婚した。
- イネス・マリー・ジョゼフ・マルグレーテ・ヨランド・タティアナ（1952年 - 1981年）
- エリック・マリー・ジョゼフ・ルネ・ミシェル・ピエール（1953年 - ） - リディア・ア・ホルステン＝リズラボー女伯爵[注釈 1]と結婚（2000年離婚）
- シビル・マリー・ジョゼフ・アンヌ・ヴィクトワール（1954年 - ）- 1997年、クレイグ・リチャーズと結婚
- ヴィクトワール・マリーア＝ピア・ジョゼフ・フィリッピーヌ・イゾール（1957年 - 2001年） - 1974年にゲオルク・フォン・ゲッツメン＝ヴァルデック男爵[注釈 2]と結婚（1988年離婚）、1993年にカルロス・エルネスト・ロドリゲスと再婚
- シャルル＝エマニュエル・マリー・ジョゼフ・ジャック・エリー（フランス語版）（1961年 - ） - 1991年、コンスタンス・ド・ラヴィネルと結婚

また最初の妻と別居中、内縁関係にあったロール・ラ・ブルジョワとの間に娘を1人もうけている。
- アメリー（フランス語版）（1977年 - ） - 2011年、イゴール・ボグダノフと結婚、現在は離婚。

また1982年、長女イネスの遺児を養女として迎えている。
- マリー・メロディー（1977年 - ）

2003年5月16日（または17日）、イタリア王女マリーア・ピアと再婚した。彼女との間に子供は無い。

## 著作
- （フランス語） Michel de Bourbon, En parachute, Presses de la Cité, 1949 ASIN B0000DPIAZ
- （デンマーク語） Michel de Bourbon, Faldskaermsjaeger : Fra den franske maquis til Indo-Kinas jungle, Hasselbalch, 1949
- （フランス語） Michel de Bourbon, Trafiquant sur commande, Plon, 1978 ASIN B003BQ6K4A
- （フランス語） Michel de Bourbon-Parme et Jean-Louis Tremblay, Un prince dans la tourmente, Nimrod, 2010 ISBN 291524328X

## レース戦績

### ル・マン24時間レース
| 年     | チーム                            | コ・ドライバー       | 使用車両                                 | クラス | 周回 | 総合順位 | クラス順位 |
| ------ | --------------------------------- | -------------------- | ---------------------------------------- | ------ | ---- | -------- | ---------- |
| 1964年 | ソサエティ オトモビル・ルネ・ボネ | ロバート・ブーハーデ | ボネ・アエロジェット LM6                 | P 1.15 | 216  | DNF      | DNF        |
| 1966年 | エド・フーガス                    | ジャンピエロ・ブキリ | フェラーリ・275 GTB コンペティツィオーネ | P 5.0  | 218  | DNF      | DNF        |